# Henry Steel Olcott

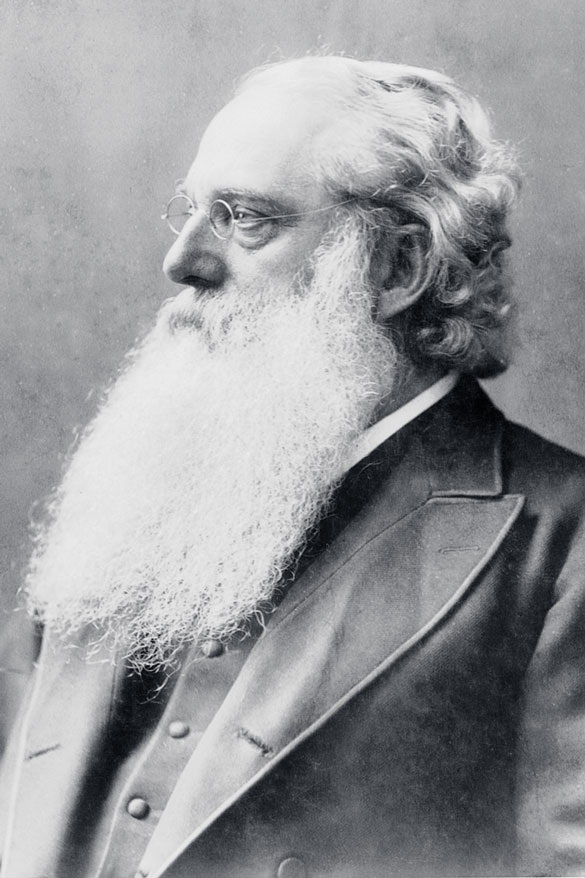
Henry Steel Olcott

Henry Steel Olcott, meestal Colonel Olcott of in het Nederlands Kolonel Olcott genoemd (Orange (New Jersey), 2 augustus 1832 – Adyar (India), 17 februari 1907) was een Amerikaanse landbouwkundige, militair, advocaat, publicist en medestichter alsmede eerste internationale president van de Theosofische Vereniging.

## Levensloop
Olcott volgde onderwijs aan het College van de City of New York en de Columbia University.
Toen in 1851 de zaak van zijn vader failliet ging verhuisde Olcott naar Ohio waar zijn ooms woonden. Hij werkte daar twee jaar als boer tegen een aandeel in de winst. Zijn belangstelling voor de landbouw werd gewekt. Zijn ooms moedigden zijn interesse voor het paranormale aan.
Na zijn terugkeer naar de oostkust studeerde Olcott landbouw en kreeg erkenning voor zijn werk op de modelboerderij voor wetenschappelijke landbouw in Newark (New Jersey). Hij werd medeoprichter van een landbouwschool in Mount Vernon (New York). Olcott werd een expert op het gebied van sorghum en imphee gewassen en schreef over dat onderwerp in 1858 een boek. Hij verrichtte ook landbouwkundig onderzoek in Europa. Als landbouwkundig correspondent trad hij in dienst bij de Mark Lane Express en de New Yorkse Tribune.
In 1860 trouwde Olcott met Mary Epplee Morgan, bij wie hij vier kinderen kreeg. Het huwelijk was niet gelukkig en tegen 1874 was hij met zijn vrouw een scheiding overeengekomen.
Bij het uitbreken van de Burgeroorlog ging Olcott vrijwillig bij het verbindingskorps in dienst. Onder generaal Burnside maakte hij de veldtocht in North Carolina mee. Na zijn herstel van dysenterie diende hij vier jaar als speciaal gevolmachtigde bij het ministerie van oorlog. Bij het New Yorkse Bureau voor Rekrutering en Uitbetalingen deed hij onderzoek naar fraude, corruptie en omkoperij. Hij werd, door zijn integriteit, moed en doeltreffendheid, tot kolonel bevorderd en kreeg een functie bij het departement van marine in Washington. Bij het onderzoek naar fraude bij de marinescheepswerven kon hij het boekhoudsysteem verbeteren en de corruptie aanmerkelijk verminderen. Toen Abraham Lincoln werd doodgeschoten, werd Olcott benoemd in de speciale commissie van drie om de moord te onderzoeken. In 1865 nam hij ontslag en keerde terug naar New York. Hij studeerde rechten en in 1868 werd hij tot de orde van advocaten in New York toegelaten. Hij boekte succes als specialist op het gebied van verzekerings-, douane- en belastingkwesties.
Zodra hij zich had gevestigd, herleefde zijn belangstelling voor experimentele psychologie en het occulte. In 1874 las hij een artikel over spiritistische verschijnselen op de Eddy boerderij in Vermont en hij besloot hiernaar zelf een onderzoek in te stellen. Het lukte hem daarvoor een opdracht te krijgen van de New Yorkse Sun. De reeks artikelen wekte grote belangstelling en de New Yorkse Daily Graphic kon Olcott overhalen om nog twaalf artikelen te schrijven. Die kenden een groot succes en onderzoekers van verschijnselen in Europa en Amerika prezen zijn wetenschappelijke aanpak. Beide reeksen artikelen vormden de grondslag voor het werk People from the Other World dat in 1875 verscheen.
Het jaar 1874 was in zijn leven een keerpunt. In oktober ontmoette hij Helena Blavatsky tijdens zijn tweede verblijf op de Eddy boerderij en al gauw werden ze vrienden. Zij introduceerde hem bij haar leraren, adepten in occulte spirituele filosofie. In mei 1875 ontving hij zijn eerste brief van een van de meesters en werd neofiet in de Broederschap van Luxor.
In 1875 stichtte Olcott samen met Blavatsky en William Quan Judge de Theosophical Society. Olcott werd gekozen als voorzitter en Blavatsky als corresponderend secretaris.
Olcott zette zijn advocatenpraktijk overdag voort en hielp Blavatsky met Isis Ontsluierd tot laat in de avond. Hij maakte toen een periode van training en discipline door. Toen Isis was uitgegeven in 1877, troffen Olcott en Blavatsky voorbereidingen om naar India te gaan.
In India moedigde Olcott de geleerden aan correcte vertalingen van Aziatische filosofische teksten te maken. Hij blies nieuw leven in oosterse geestelijke tradities, voornamelijk hindoeïsme, boeddhisme en parsisme. In zijn vele voordrachten in heel India wees Olcott op de waarheid achter letterlijke interpretaties en rituelen. Hij spoorde de leden van iedere religie aan de ethiek ervan in praktijk te brengen en de essentiële leringen tot een levende kracht in hun leven te maken. Olcott heeft zich bijzonder verdienstelijk gemaakt voor de boeddhisten (het Theravada boeddhisme), vooral in Ceylon (Sri Lanka). Hij hielp hernieuwde belangstelling te wekken voor de beoefening van het boeddhisme en schreef een Boeddhistische Catechismus
Naast zijn werk voor de Theosophical Society begon Olcott in 1882, in India en Ceylon, met het verrichten van genezingen door magnetisme. Na ongeveer een jaar raakte hij uitgeput en werd hem gevraagd met magnetische genezingen op te houden.
Halverwege de jaren tachtig tot de dood van Blavatsky in 1891, begon Olcott Blavatsky te wantrouwen. Hij had er hoe langer hoe meer moeite mee haar opvliegende temperament en herhaalde kritiek te vergeven. De humanitaire en religieuze aspecten van hun opdracht lagen hem het meest ter harte. Hij was geen mysticus en geen occultist en de innerlijke doeleinden van de Society en van Blavatsky en haar leraren waren voor hem buitengewoon moeilijk te vatten. Vooral na de aanval van het echtpaar Coulomb en de daaropvolgende publicatie van het Rapport van de Society for Psychical Research in 1885, besloot Olcott de Theosophical Society in het openbare werk te scheiden van verschijnselen en mahatma's.
Blavatsky trad af als corresponderend secretaris en vertrok in maart 1885 naar Europa om haar gezondheid te herkrijgen en De Geheime Leer te schrijven. Olcott bleef in Azië werken, gaf lezingen, richtte nieuwe afdelingen op en bracht de feiten van de Coulomb affaire in de openbaarheid.
Olcott ondervond veel belemmeringen bij het besturen van de Society, vooral omdat hij elk jaar voor lange periodes van het hoofdkwartier weg was. Er waren  personele en financiële moeilijkheden en er was ook kritiek op hem en op zijn handelingen. In haar verdediging van Olcott, in 1889, zei Blavatsky echter: 'Waar hij ook zal zijn, daar zal de T.S. zijn zolang hij leeft; zij die mij willen hebben, moeten hem hebben'.
Toen Blavatsky voldoende was hersteld, begon ze opnieuw een actieve rol in de Society te spelen. Ze gaf nieuwe kracht en leiding aan het Europese werk en richtte de esoterische sectie op onder haar rechtstreekse toezicht.
Olcott was in toenemende mate verontrust over de hoge achting en diepe eerbied die Blavatsky en haar werk ten deel vielen. Hij schreef zijn Old Diary Leaves [Oude Dagboekbladen] ten dele om te bestrijden wat hij zag als een neiging tot heldenverering van Blavatsky. Zijn beschrijving van haar is soms opzettelijk verre van vleiend. Volgens hem werd zijn rol ondergewaardeerd en de hare verkeerd voorgesteld.
Na de dood van Blavatsky waren Olcott (voorzitter-stichter), William Q. Judge (vicevoorzitter van de TS en medehoofd van de esoterische sectie), en Annie Besant (voorzitter van de Blavatsky Lodge in Londen, en medehoofd van de ES) de leidinggevende functionarissen. Olcott zag de voorzitter als iemand die zijn functie met strikte onpartijdigheid ten opzichte van volkeren, sekten en politieke stelsels uitoefent. Hij moet in Adyar wonen, de bibliotheek uitbreiden, The Theosophist in stand houden, het opvoedingswerk stimuleren . . . in Ceylon en Zuid-India, en klaarstaan om alle delen van de wereld te bezoeken als de omstandigheden dat eisen, en de afgelegen afdelingen weven in het grootse gouden web van broederschap waarvan het centrum en de kern in Adyar zijn (Toespraak tot de jaarlijkse Conventie, 1893).
Reeds lang bestaande spanningen tussen Olcott en Judge in de persoonlijke sfeer en betreffende het beleid vergrootten de conflicten. In 1895 zouden deze tot de splitsing van de Society leidden. Na de deling zette Olcott zijn theosofische werk met Annie Besant voort. Hij reisde veel, hield voordrachten en stichtte nieuwe afdelingen. Eind 1906, op reis door Europa, verwondde hij zijn been aan boord van een schip. Hij keerde naar Adyar terug waar hij begin 1907 op 74-jarige leeftijd aan een hartaanval overleed.
Henry Steel Olcott heeft een uitzonderlijk leven gehad. De laatste drie decennia van zijn leven wijdde hij aan het helpen van de mensheid; zijn gedachten en aspiraties bleven gericht op de taak die hij op zich had genomen. Zijn onvolkomenheden zijn vaak vermeld, maar zoals Blavatsky opmerkte: Eén ding weet ik zeker — en mijn meester en de zijne weten het ook — hij heeft zijn best gedaan, en iemand kan niet meer doen dan dat.
Olcott richtte in India en Ceylon een aantal scholen op voor de kastelozen. Een groot aantal hiervan is nog steeds actief. In Adyar (Chennai) werden een vijftal van deze scholen verenigd onder de naam Olcott Memorial School.

## Werken
- Applied Theosophy and Other Essays
- The Buddhist Catechism
- The Golden Rules of Buddhism
- Old Diary Leaves - 1874-1878
- Old Diary Leaves - 1878-1883
- Old Diary Leaves - 1883-1887
- Old Diary Leaves - 1887-1892
- Old Diary Leaves - 1893-1896
- Old Diary Leaves - 1896-1898
- The poor Pariah